# 635

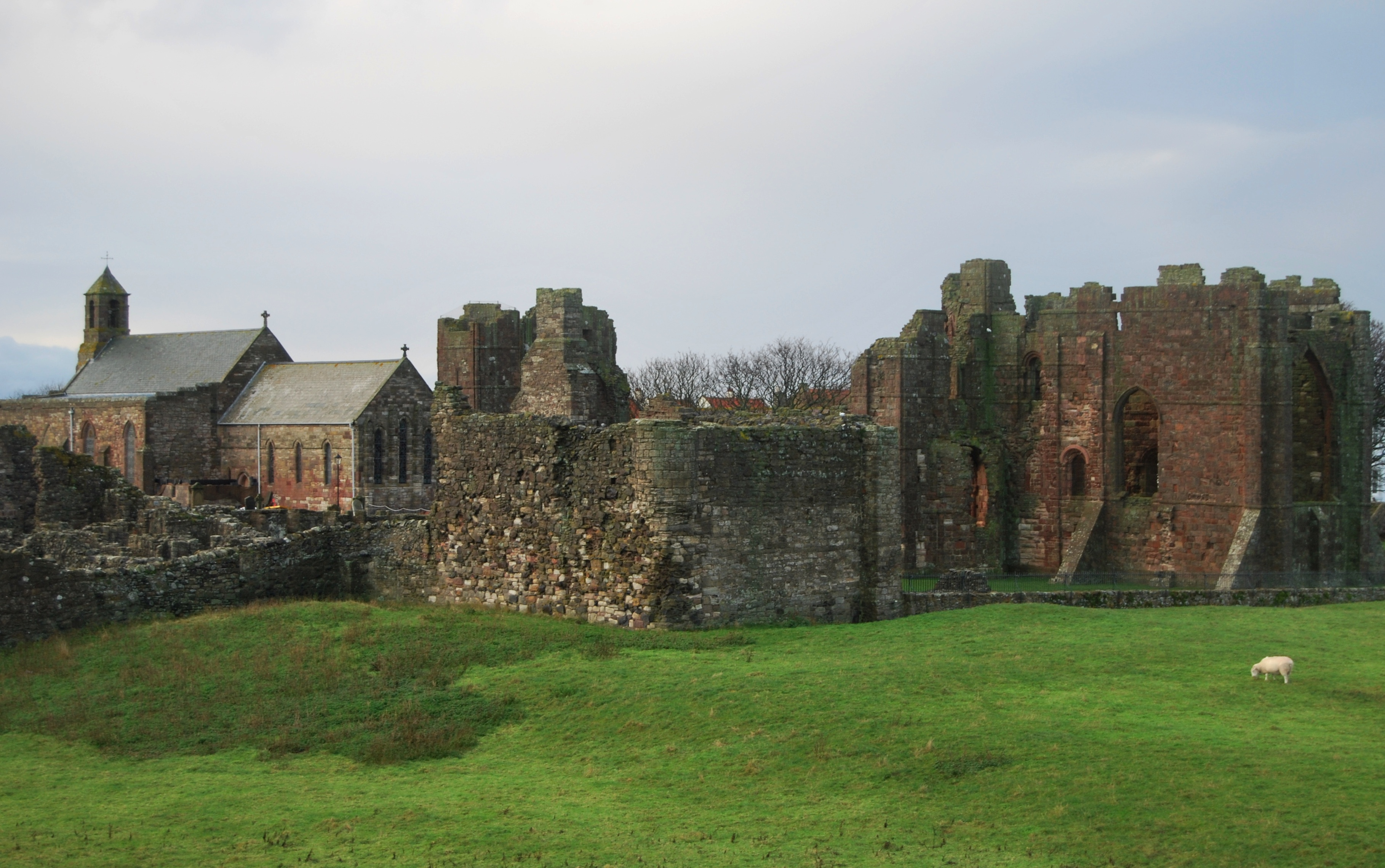
Ruïnes van het klooster van Lindisfarne (2009)

Het jaar 635 is het 35e jaar in de 7e eeuw volgens de christelijke jaartelling.

## Gebeurtenissen

### Brittannië
- Koning Oswald geeft Aidan, Ierse monnik, opdracht om het christendom te verspreiden in Northumbria (Noord-Engeland). Hij sticht met de monniken van Iona het klooster van Lindisfarne. Het vormt later een belangrijk centrum voor de kerstening van de Angelsaksische koninkrijken. (waarschijnlijke datum)
- Koning Cynegils van Wessex leidt een succesvolle inval in Essex (Oost-Engeland), mogelijk in alliantie met Oswald. Hij bekeert zich tot het christendom en wordt gedoopt door bisschop Birinus. (Volgens de Historia ecclesiastica gentis Anglorum)

### Arabië
- Byzantijns-Arabische Oorlog: Een Arabisch leger (20.000 man) onder leiding van Khalid ibn Walid verovert de Byzantijnse vestingstad Damascus (Syrië) na een beleg van 6 maanden.

## Religie
- Nestoriaanse missionarissen uit Klein-Azië arriveren in China en verspreiden het christelijk geloof onder de bevolking. (waarschijnlijke datum)

## Geboren
- 23 mei - K'inich K'an B'alam II, heerser (ahau) van Palenque (overleden 702)
- Pepijn van Herstal, Frankisch hofmeier (waarschijnlijke datum)

## Overleden
- 25 juni - Gao Zu (69), keizer en stichter van de Chinese Tang-dynastie